# Juhász György (labdarúgó)
Juhász György (Békéscsaba, 1987. június 21. –) magyar labdarúgó hátvéd.

## Pályafutása

### Klubcsapat
Békéscsabai nevelésű futballista, 2003 és 2005 között megfordult a Ferencvárosnál, ahonnan kölcsönbe került a Makó FC-hez. Első mérkőzése Makó FC–Orosháza FC (NB II) 2005-ben visszakerült nevelőegyesületéhez, amely a harmadosztályban szerepelt. 2005-2006-os szezonban feljutott, az azt követő szezonban pedig kiesett a másodosztályból. Két szezont töltött a Kaposvölgye VSC csapatánál az elsőben 11. helyen végzett a csapatával, a másodikban pedig 5. lett. 2009-ben visszaigazolt Békéscsabára, majd egy szezon után Bőcs KSC-hez. 2010-től ba Békéscsaba 1912 Előre csapatánál játszott.